# Asphinctopone lamottei
Asphinctopone lamottei är en myrart som beskrevs av Bernard 1953. Asphinctopone lamottei ingår i släktet Asphinctopone och familjen myror. Inga underarter finns listade.